# Karva
Karva (szlovákul Kravany nad Dunajom) község Szlovákiában, a Nyitrai kerületben, a Komáromi járásban. Közigazgatási területe 15,9 km².

## Fekvése
Párkánytól 20 km-re nyugatra, Komáromtól 29 km-re keletre, a Duna bal partján fekszik. A Komárom–Párkány szakaszon a legjobb átkelőhely itt volt a Dunán. Keletről Muzsla, északról Búcs, nyugatról Dunamocs, délről Süttő és Lábatlan községek határolják; a Komáromi járás legkeletebbi községe.
Karvát érinti a Komárom-Párkány közötti 63-as főút, mellékút köti össze Búccsal. A falutól északra fekvő Szarvasi- (Sarvaš), Láng- (Langov majer) és Mária-majorok is hozzá tartoznak közigazgatásilag.

## Érdekesség
2024-ben a Karva és Dunamocs közötti régi főutat, mely a Duna mellett található, erős szélvihar rongálta meg. Az ide látogatók megnézhetik, milyen károkat okozott a vihar.

## Élővilága
Karván hosszú ideje fészkelnek a falu címerállatai, a gólyák. 2012-ben 3, 2013-ban 4, 2014-ben 3, 2015-ben 4, 2017-ben 2 fiókát számláltak a költési időszakban. 2022-től ismét költenek a gólyák a faluban. 2022-ben és 2023-ban 2, 2024-ben 3 fiókát számláltak össze.

## Története
Területe már az őskorban is lakott volt. Neolit kori kultúra kerámiás településének nyomai találhatók a környéken, de területén római kori település is állt.
A mai települést 1245-ben "Korva" néven abban az oklevélben említik először, melyben Köbölkúti Péter itteni birtokát Miklós mesternek adja el. Ő a későbbi birtokos Karvai család első ismert tagja. 1300-ban Csák Máté hívei fosztották ki a falut. 1303-ban Karvai Miklós a birtokosa.
1312-ben "Korava", 1352-ben "Keroua" alakban említik. A következő századok alatt számos nemesi családnak voltak birtokai a községben. A mohácsi csata után teljesen elpusztult, a század közepén telepítették be újra. Az 1664. évi török adóösszeírásban 20 adófizető háztartást és 34 adófizetőt számláltak a faluban. A 17. század végén a falu újra elpusztult és csak a török hódoltság után, a 18. század elején telepítették be újra. 1699-ben a Duna itteni szakaszán két vízimalmot is említenek.
1707-ben a császári csapatok a falu mellett vertek szét egy kuruc sereget, Karvát pedig felgyújtották. 1711-ben pestisjárvány pusztított. 1715-ben mindössze 11 háztartás volt a községben. 1755-ben az egyházi vizitáció 255 lakost említ (ekkor még pusztaként említik). A 18. században többször okozott károkat földrengés a településen. 1787-ben 39 házában 281 lakos élt. 1828-ban 49 házát 417-en lakták. Lakosságának hagyományos foglalkozása volt a mezőgazdaság, halászat, és a malomipar. Az 1830-as években kis cukorgyár is üzemelt itt.
Fényes Elek 1851-ben így írja le a községet: "Karva. Esztergom, most Komárom vármegyében cúriális magyar falu, a Duna bal partján, Esztergomtól 2 1/2 mérföldre: 385 katolikus és 15 zsidó lakos. Díszesítik a földes uraságok szép lakházai gyönyörű gyümölcsös kertjei. Homokos földje van, juhtenyésztésre kedvező. Bora és malmai vannak."
1876-ban árvíz pusztított. Karva híres volt az itt termesztett szőlőről, dohányról és dinnyéről. A trianoni békeszerződésig Esztergom vármegye Párkányi járásához tartozott.
A községben 1953 óta kertészeti és mezőgazdasági szakközépiskola (eredetileg szakmunkásképző) működik. A szocializmus idején állami gazdaság működött itt, mely 1200 hektáros gyümölcsöst birtokolt. 2006 nyarától Karva és a Duna magyarországi oldalán fekvő Lábatlan közt kishajó járat közlekedik.

## Népessége
| Év:            | 1994. | 2004.   | 2014.   | 2024.   |
| -------------- | ----- | ------- | ------- | ------- |
| Emberek száma: | 779   | 759     | 727     | 703     |
| Eltérés:       |       | -2,56 % | -4,21 % | -3,30 % |

| Év:            | 2023. | 2024.   |
| -------------- | ----- | ------- |
| Emberek száma: | 718   | 703     |
| Eltérés:       |       | -2,08 % |

1880-ban 537 lakosából 501 magyar és 13 szlovák anyanyelvű lakosa volt.
1910-ben 957 lakosából 940 magyar és 3 szlovák anyanyelvű lakosa volt.
1921-ben 1032 lakosából 992 magyar és 19 csehszlovák volt.
1930-ban 1043 lakosából 749 magyar és 261 csehszlovák volt.
1941-ben 1001 lakosából 968 magyar és 33 szlovák volt.
1970-ben 983 lakosából 851 magyar és 125 szlovák volt.
1980-ban 859 lakosából 755 magyar és 100 szlovák volt.
1991-ben 785 lakosából 675 magyar és 102 szlovák volt.
2001-ben 789 lakosából 639 magyar és 138 szlovák nemzetiségű volt.
2011-ben 748 lakosából 554 magyar, 146 szlovák, 8 cseh, 3 morva és 35 ismeretlen nemzetiségű volt.
2021-ben 718 lakosából 556 (+22) magyar, 131 (+15) szlovák, 7 (+2) egyéb és 24 ismeretlen nemzetiségű volt.

## Gazdaság
A korábban meghatározó állami gazdaság megszűnte után magas munkanélküliség alakult ki, a Mária Valéria híd megnyitása után ez az állapot megszűnt, a lakosság nagy része a Duna túlpartján talált munkát. 2008-ban 25-en dolgoztak Lábatlanon. A mezőgazdaságban meghatározó szerepet játszik a gyümölcs- és zöldségtermesztés, illetve a földművelés. Az idegenforgalom is nagy jelentőséggel bír, a Duna-parton fürdőzésre, horgászásra és csónakázásra is lehetőség nyílik. A falu központjában a hét minden napján bisztró várja a vendégeket, ahol 2023 júliusától havonta piac is megrendezésre kerül. 2008-ra elkészült a Duna-menti kerékpárút Karva és Dunamocs közti szakasza, majd 2023 nyarán Karva és Csenke közti szakasza is, melyet 2024 tavaszáig Párkány városáig terveznek bővíteni. (az Eurovelo 6 európai útvonal részeként).

## Oktatás, kultúra
- A faluban magyar nyelvű óvoda működik, 2008 tavaszán előbbit 19 gyermek látogatja.
- Az Egyesült Kertészeti és Mezőgazdasági Szakközépiskolának 2008-ban 157 tanulója volt (fénykorában 320-an látogatták). 1953 szeptemberében négy szakon indult meg az oktatás: kovács, bognár, növénytermesztés, állattenyésztés. 1982 óta az oktatás érettségivel végződik. A rendszerváltás előtt 80 hektáron gazdálkodó intézmény tangazdasága 14 hektárra csökkent. A hagyományos mezőgazdasági szakok háttérbe szorultak, előtérbe került a virágkötészet, az asztalos- és a szakácsképzés.
- Számos polgári társulat, egyesület működik Karván: a Korava Társulás nyári képzőművészeti táborokat szervez, a Vitis borászati társulás borversenyeket. A helyi rendezvények közül a hídverő napokat, a búcsút és a májusfaállítást kell megemlíteni. 2007-ben hagyományteremtő céllal első ízben rendezték meg a falusi olimpiát.
- Az Iglice, szívem kezdetű gyermekjátékot itt gyűjtötte fel Bakos József diákjaival 1939-1944 között.[8]

## Nevezetességei
- Danubium

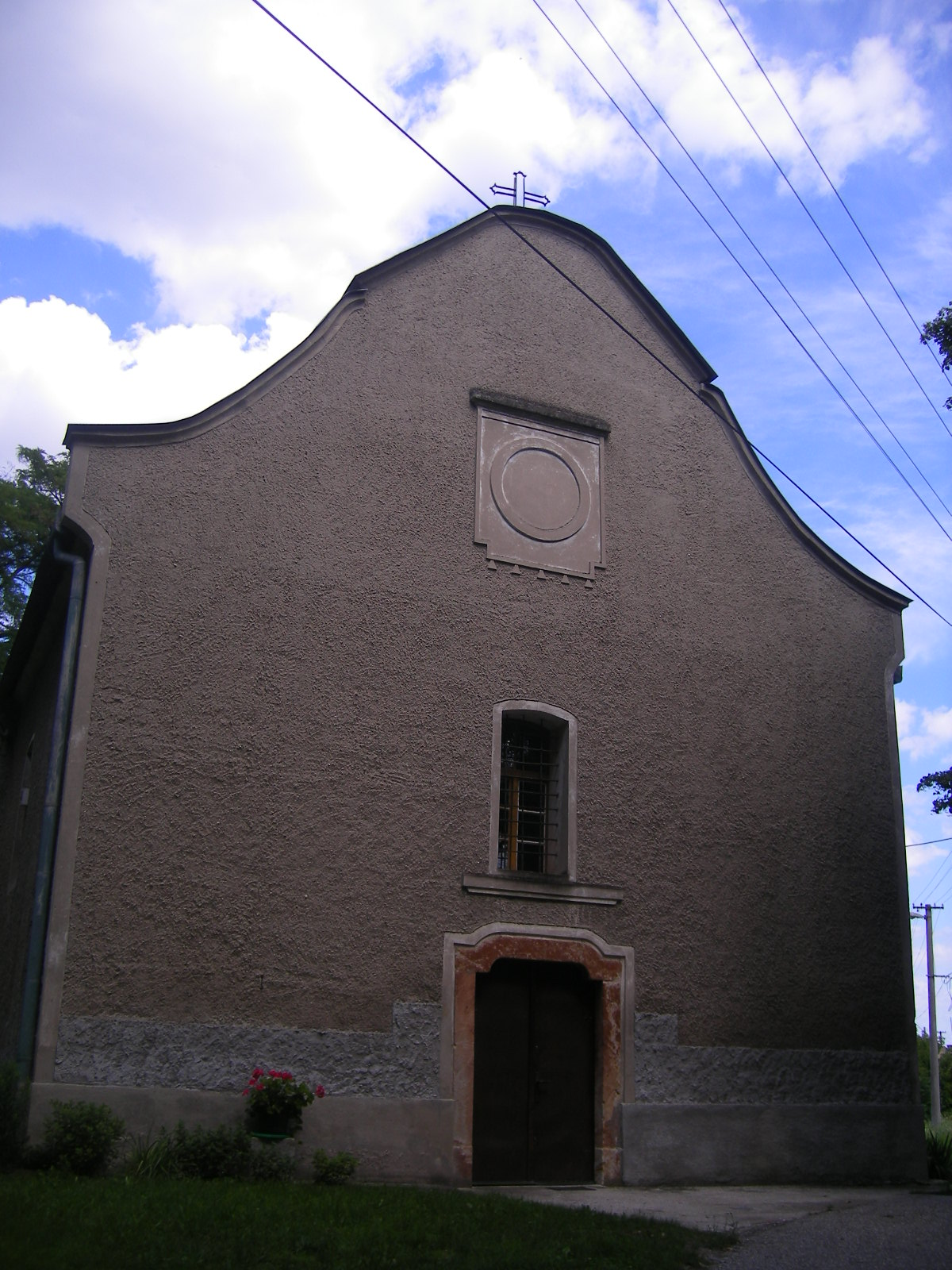
A katolikus templom

- Dunakorzó Karván – Karva túlzás nélkül a terület aktív turisztikai központja. Az EUROVELO6-os kerékpárút mentén található településre azonban nemcsak a kerékpárral érkezőknek érdemes ellátogatnia. A település legkiemelkedőbb rendezvénye ma a Lábatlan-Karva Maratoni kerékpártúra, valamint a Nemzetközi Fekvőkerékpáros Találkozó.
- Karvai kilátó – A karvai Dunakorzón impozáns, 16 méter magas kilátóból csodálható meg a Duna és a környék, mellé hangulatos parkot építettek a pihenni vágyó bringásoknak. Ha nagy a meleg, kihagyhatatlan program a dunai szabadstrand, a finom kavicsos, sekély partszakasz kiváló lehetőség a fürdőzésre, a rengeteg kagyló pedig bizonyítja, hogy kiváló a vízminőség.
- Karvai Tanösvény – Karván található egy tanösvény is, amely 1,5 kilométeres szakaszon mutatja be a Duna-part látványosságait, összesen 10 darab táblán.
- Karvai Természeti Park – A Láng család kastélya melletti természeti parkot a 19. és a 20. század fordulóján hozták létre.
- A Boldogságos Szűz Mária tiszteletére szentelt római katolikus temploma 1232-ben épült késő román stílusban. A 18. században barokk stílusban építették át. 1936-ban megújították. Régi fa haranglába a 18. században épült, 1926-ban újat építettek helyette.
- Harangláb – Mivel a helyi római katolikus templom torony nélkül épült, az öreg temetőben a 18. században fa haranglábat emeltek. A templom előtt álló mai harangláb 1926-ban épült. Alsó része falazott, felső részét deszkából ütötték össze, gúla alakú bádogteteje kereszttel végződik. A haranglábban ma két bronzharang függ.
- A Lourdes-i Boldogságos Szűz Mária tiszteletére szentelt kápolna – a Hroššo család kúriájától nem messze található.
- Karvát a kastélyok falujának is szokták nevezni, mindig is több földesúrnak voltak itt tulajdonrészei.
  - A 19. század második felében épült az a kastély, melyet Láng Gusztáv budapesti gyáros 1908-ban szecessziós stílusban alakíttatott át. Jelenleg a szakmunkásképző iskola diákotthona. Értékes kastélypark veszi körül.
  - A Szarvassy-kastély a 18. század második felében épült, 1894-ben Szarvassy Sándor romantikus stílusban építtette át, ma a mezőgazdasági szakközépiskola működik benne.
  - A Kosztics család 18. század végén épült kúriája a Duna partján feküdt, 1904-ben bővítették, 1935-től a Hroššo család tulajdona volt. 2022-ben az épületet lebontották arra hivatkozva, hogy statikai szempontból nem megfelelő az állapota, helyén ökoturisztikai központ épül.[9]
  - A Kuzmik-kastély 1908-ban épült szecessziós stílusban, 1938-ban korszerűsítették.
  - A Botka-kúria 1880 körül épült, ma egy mezőgazdasági farm területén áll.
- A dunai töltésen található Nepomuki Szent János kőszobra (1843), a második világháború áldozatainak emlékműve (1992) és a Mária-házikó (1930-as évek).
- A Bottka-majorban egy képoszlop található Szűz Mária képével (1916).
- Út menti kereszt (20. század eleje) a Jézuska-parton.
- A Duna-parton álló, a község címerével díszített kopjafát 2004-ben állították Szlovákia EU-csatlakozásának emlékére.
- A Rákóczi-felkelés emlékművét (Nagy Mátyás kőfaragó és Nagy János szobrász alkotása) 2008. június 11-én avatták fel a katolikus templom melletti parkban.[10]
- A kilátó és a községháza mellett található a ,,Korzó Bisztró" amely a késő tavaszi, nyári az ősz végéig tartó nyitvatartásával várja a pihenni, kikapcsolódni vágyókat!

## Neves személyek
- A község díszpolgára Burián László esperes-plébános.
- Itt született 1933. augusztus 28-án Bartal Károly Tamás, a jászói premontrei prépostság nyugalmazott apátja.
- Itt hunyt el 1831-ben Kondé József Benedek királyi udvarnok, jószágkormányzó, táblabíró, író, mecénás, szolgabíró.

## Képtár

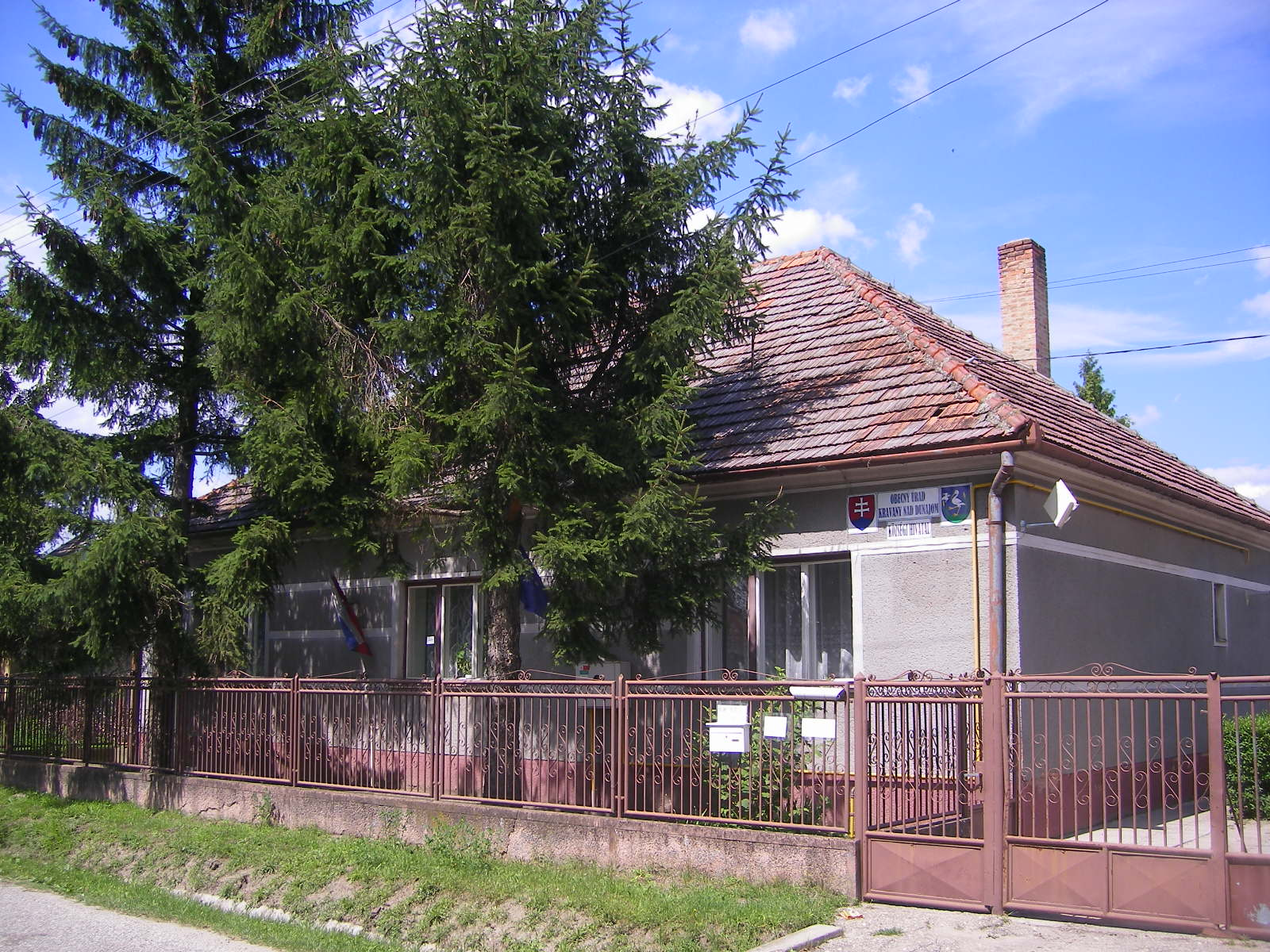
A községi hivatal épülete
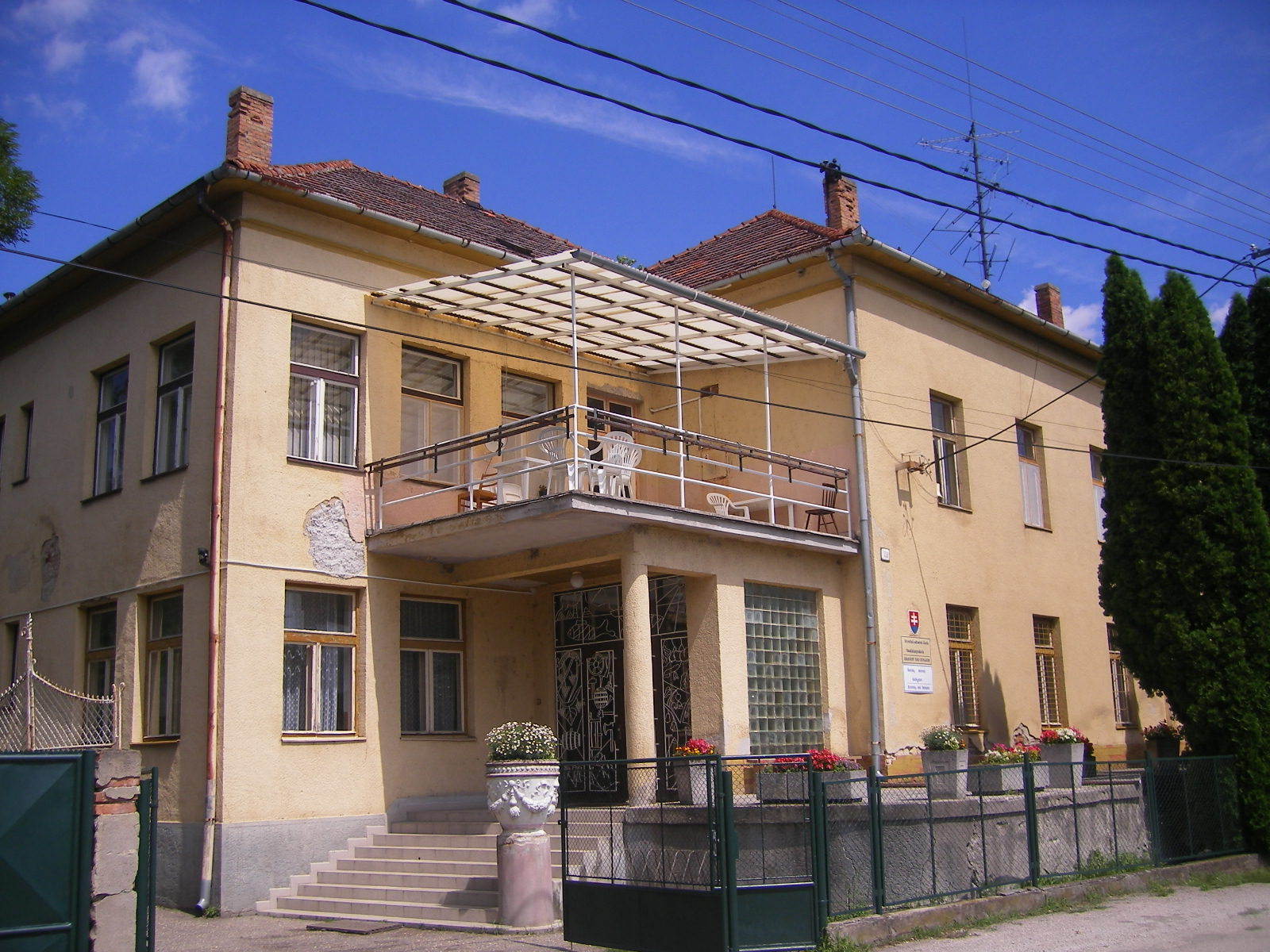
A mezőgazdasági szakközépiskola
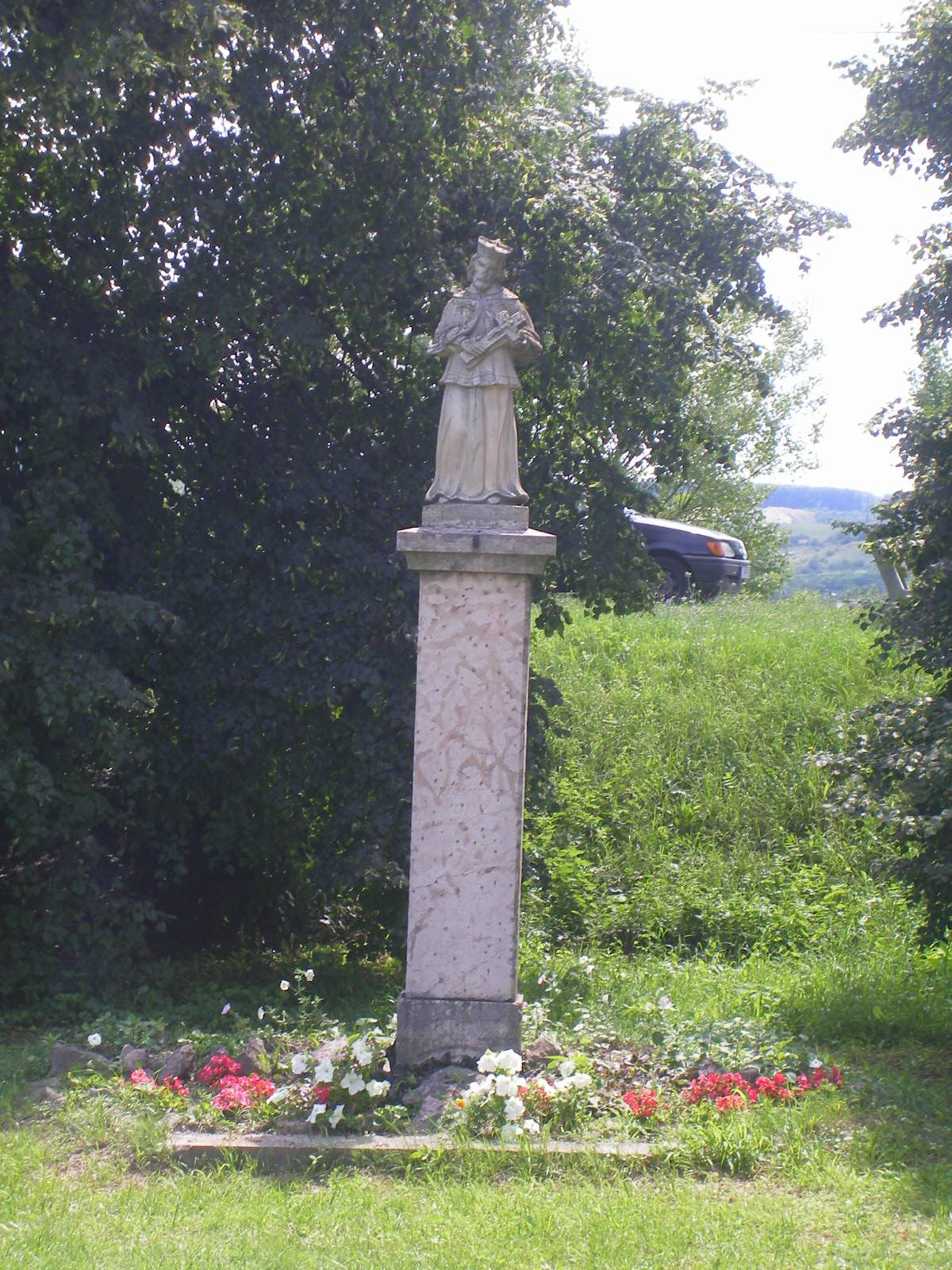
Nepomuki Szent János szobra
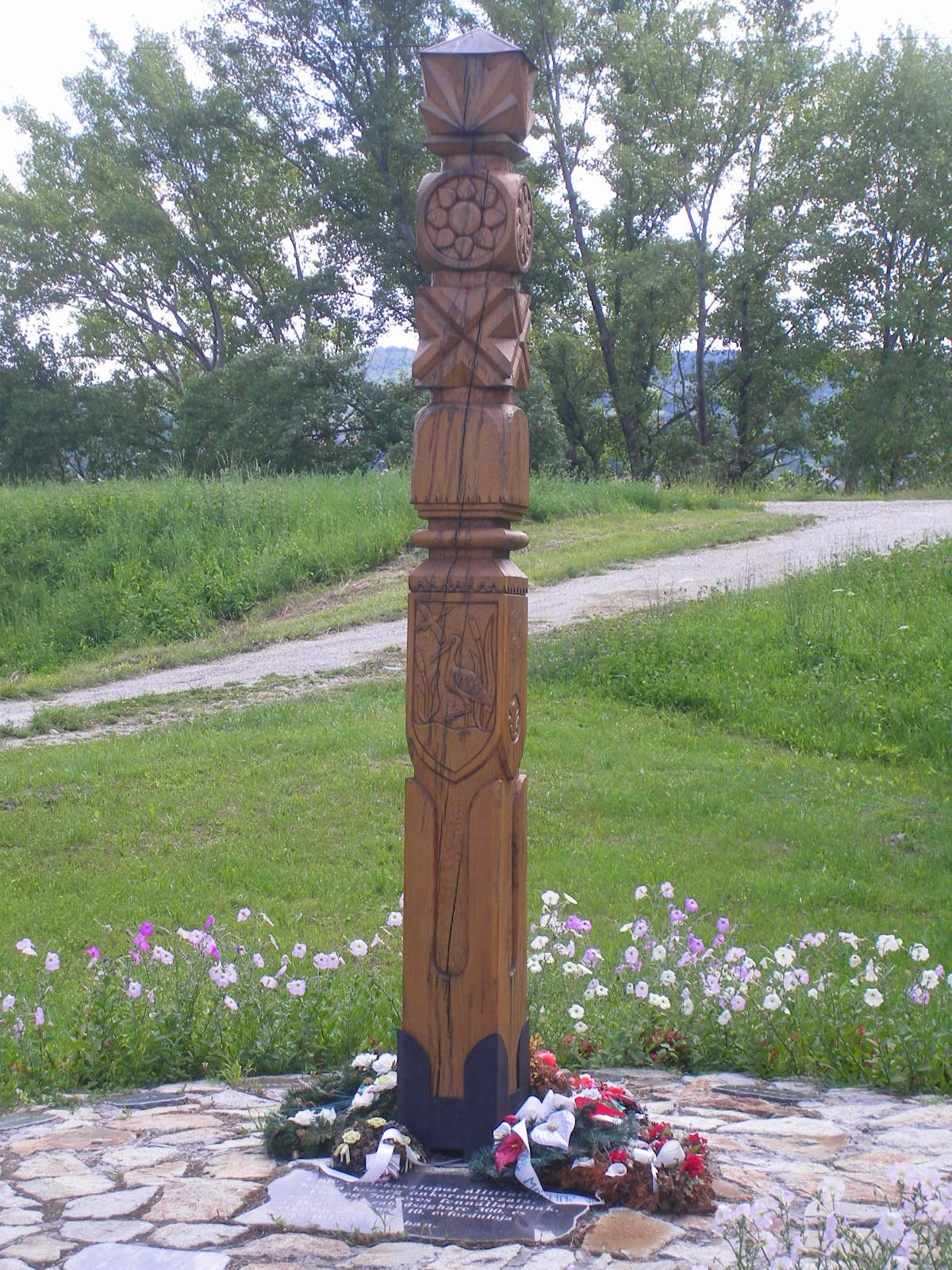
Kopjafa a Duna-parton
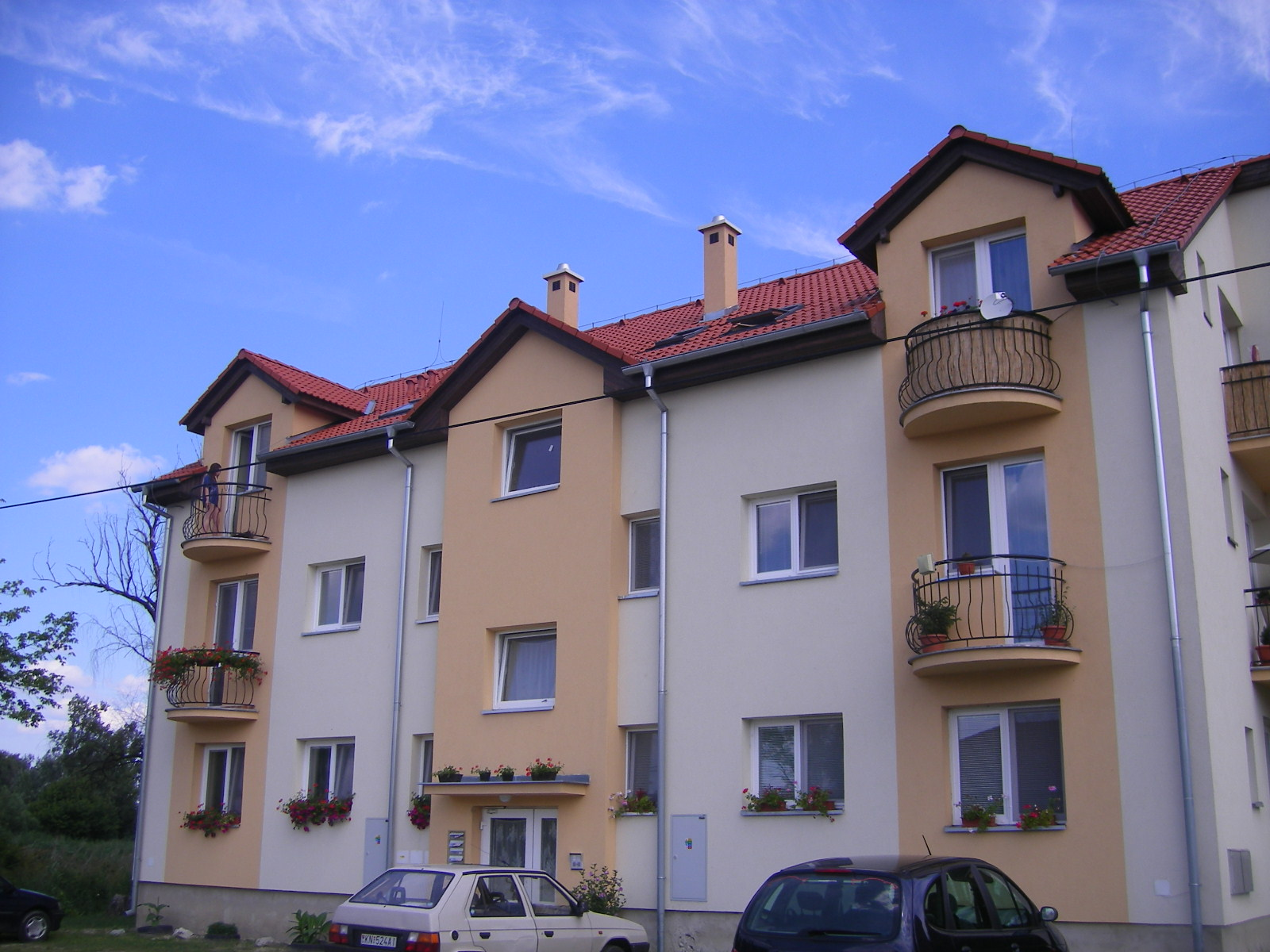
Új bérlakások a községben
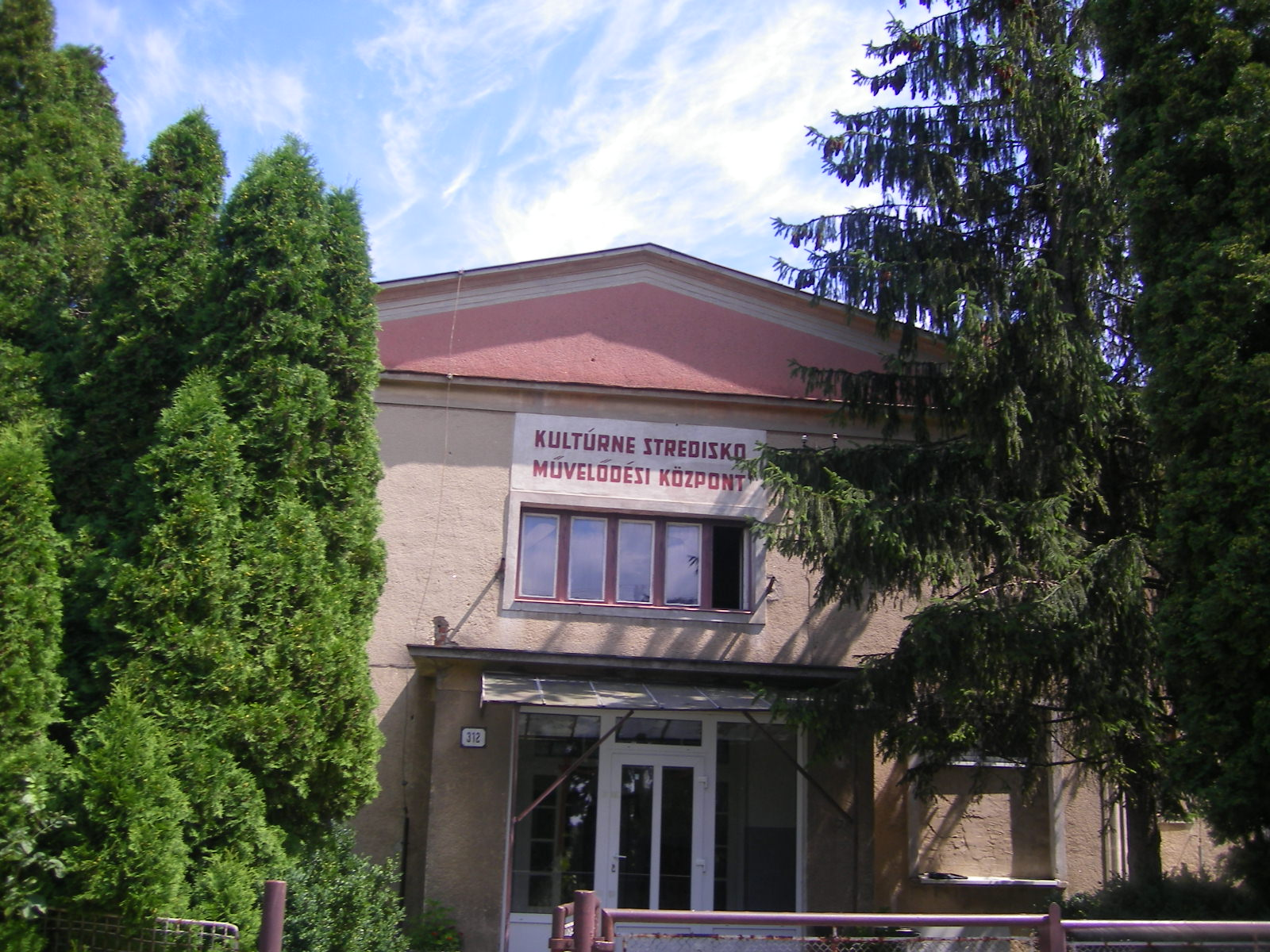
Művelődési központ
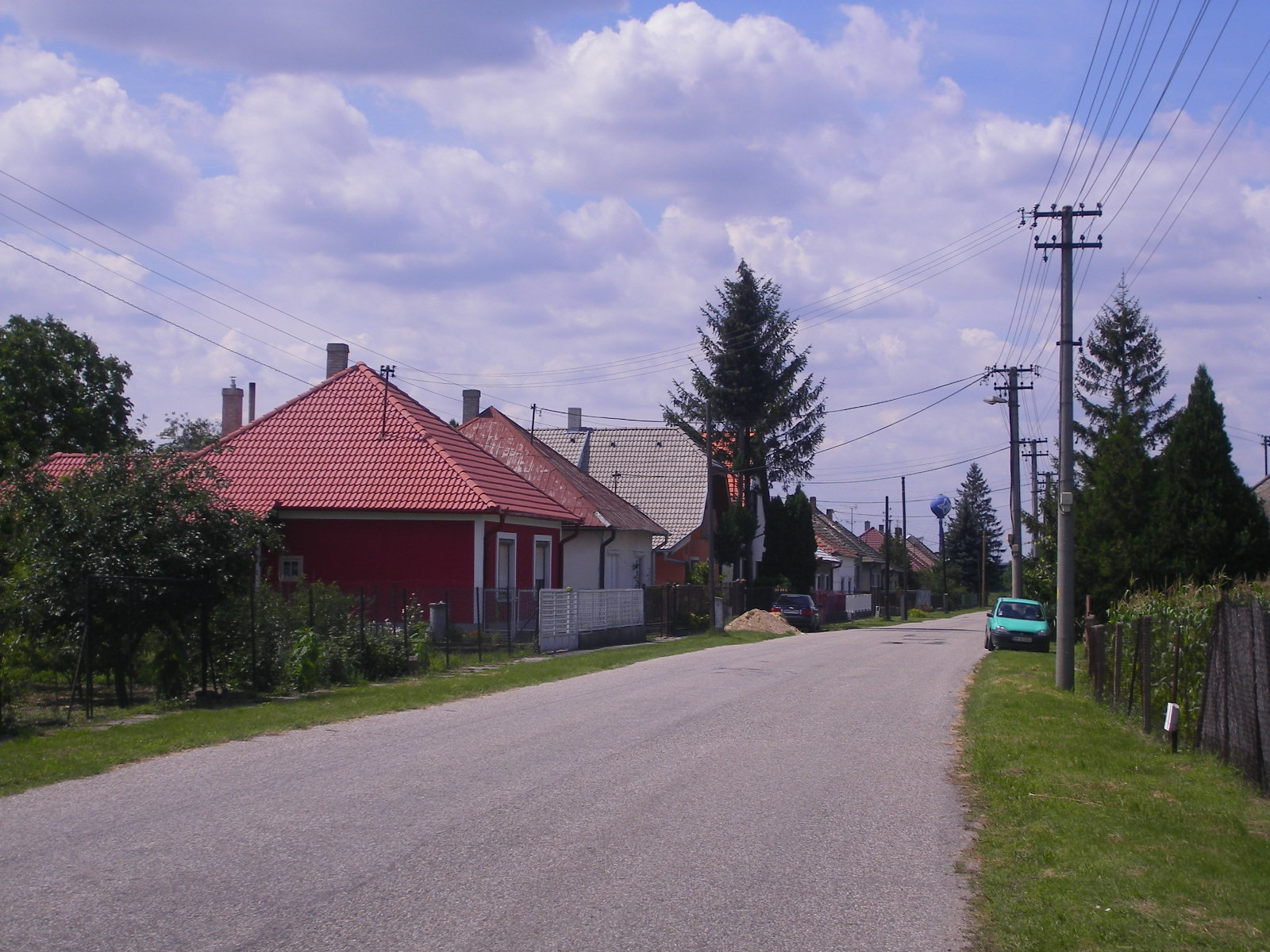
Karvai utcakép
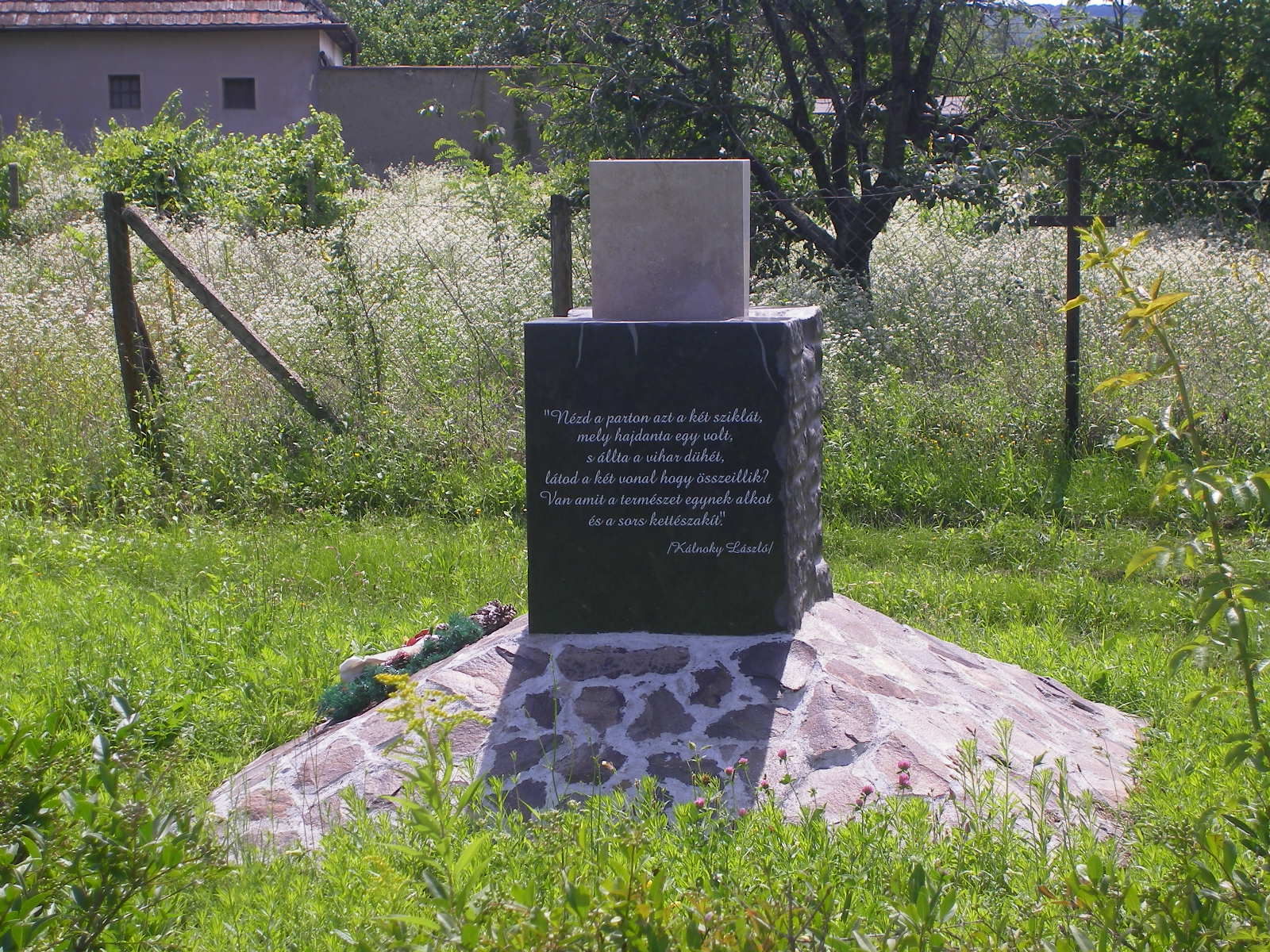
Emlékmű
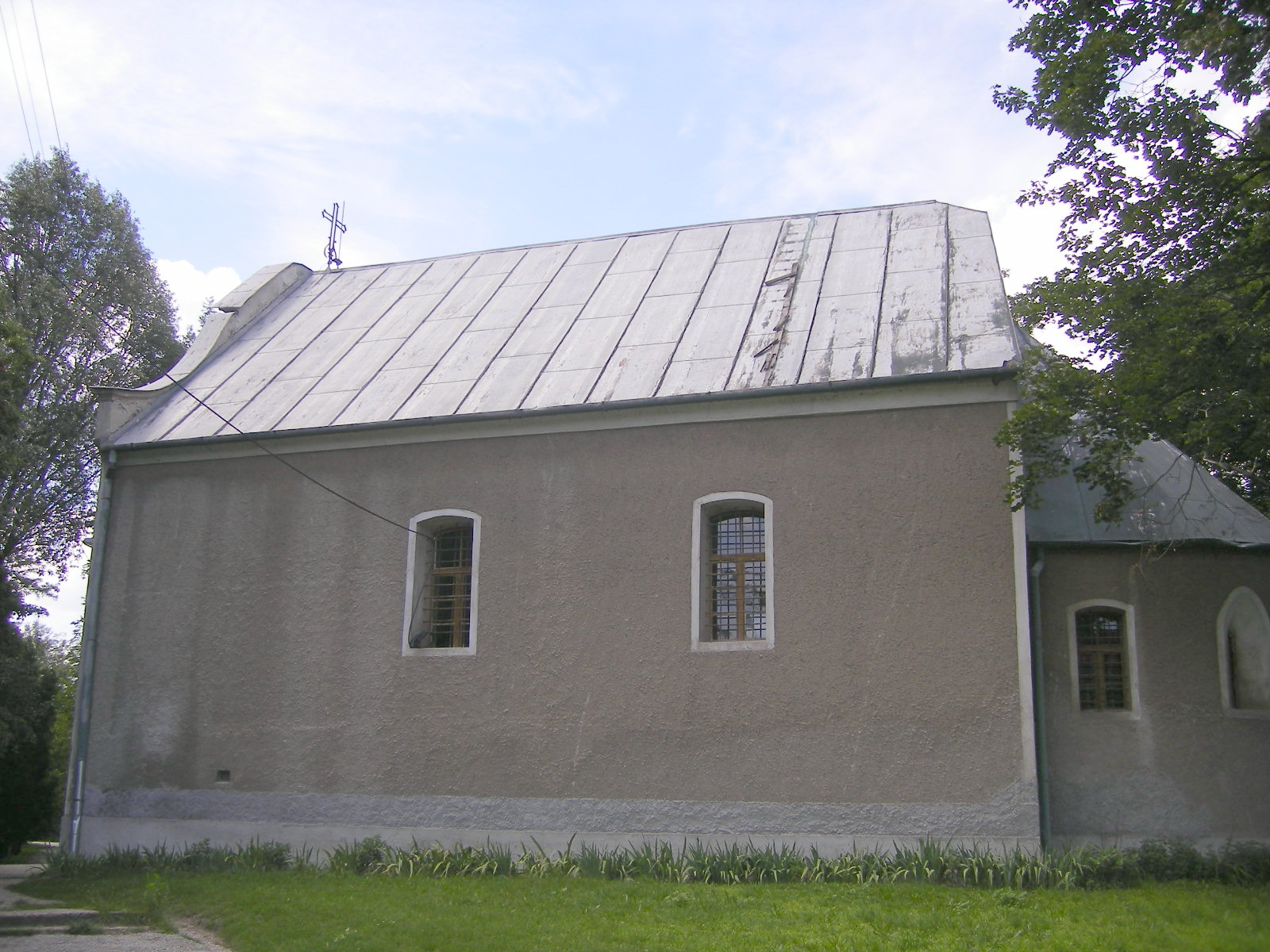
A katolikus templom
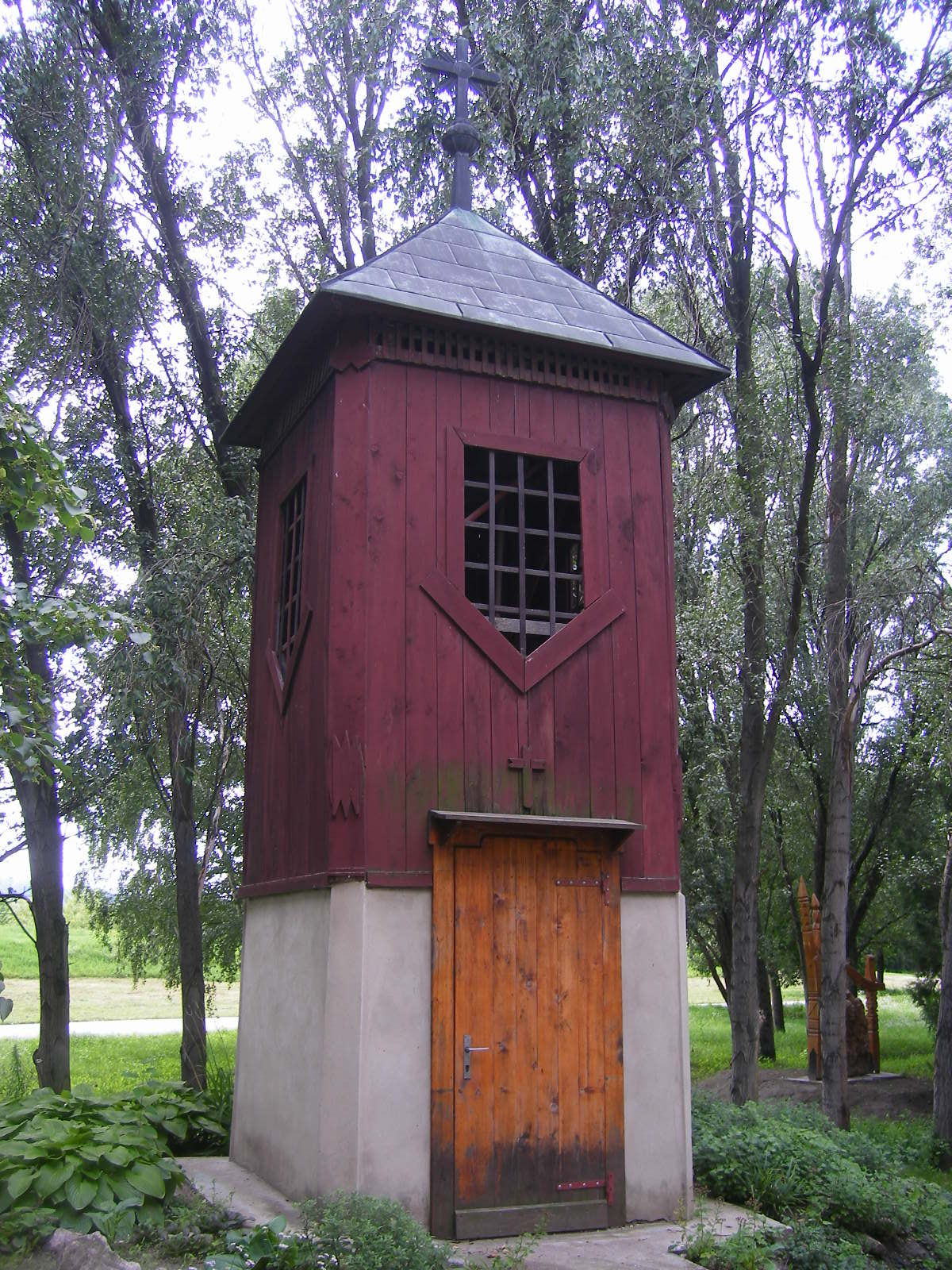
Harangláb
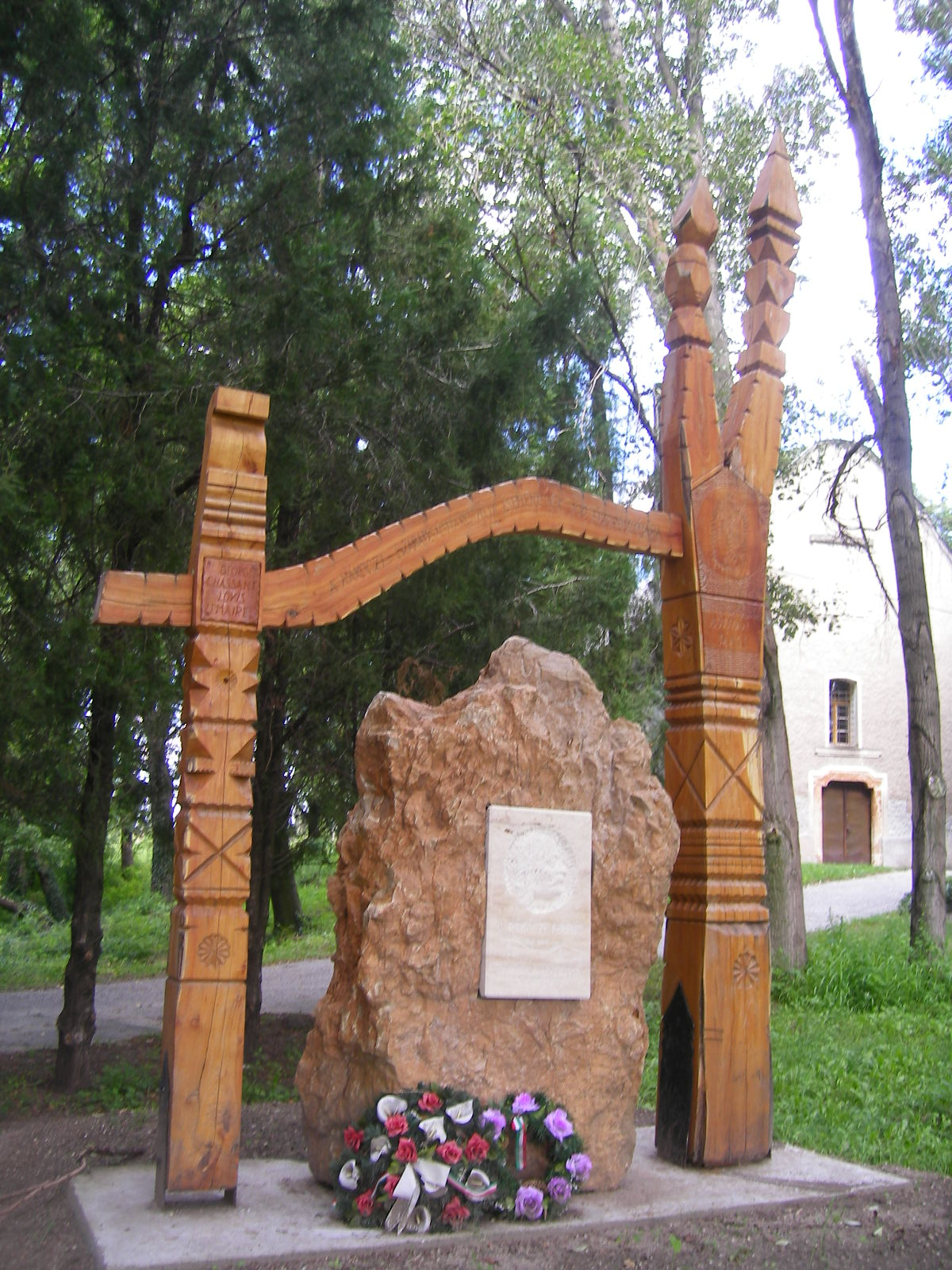
A Rákóczi-felkelés emlékműve
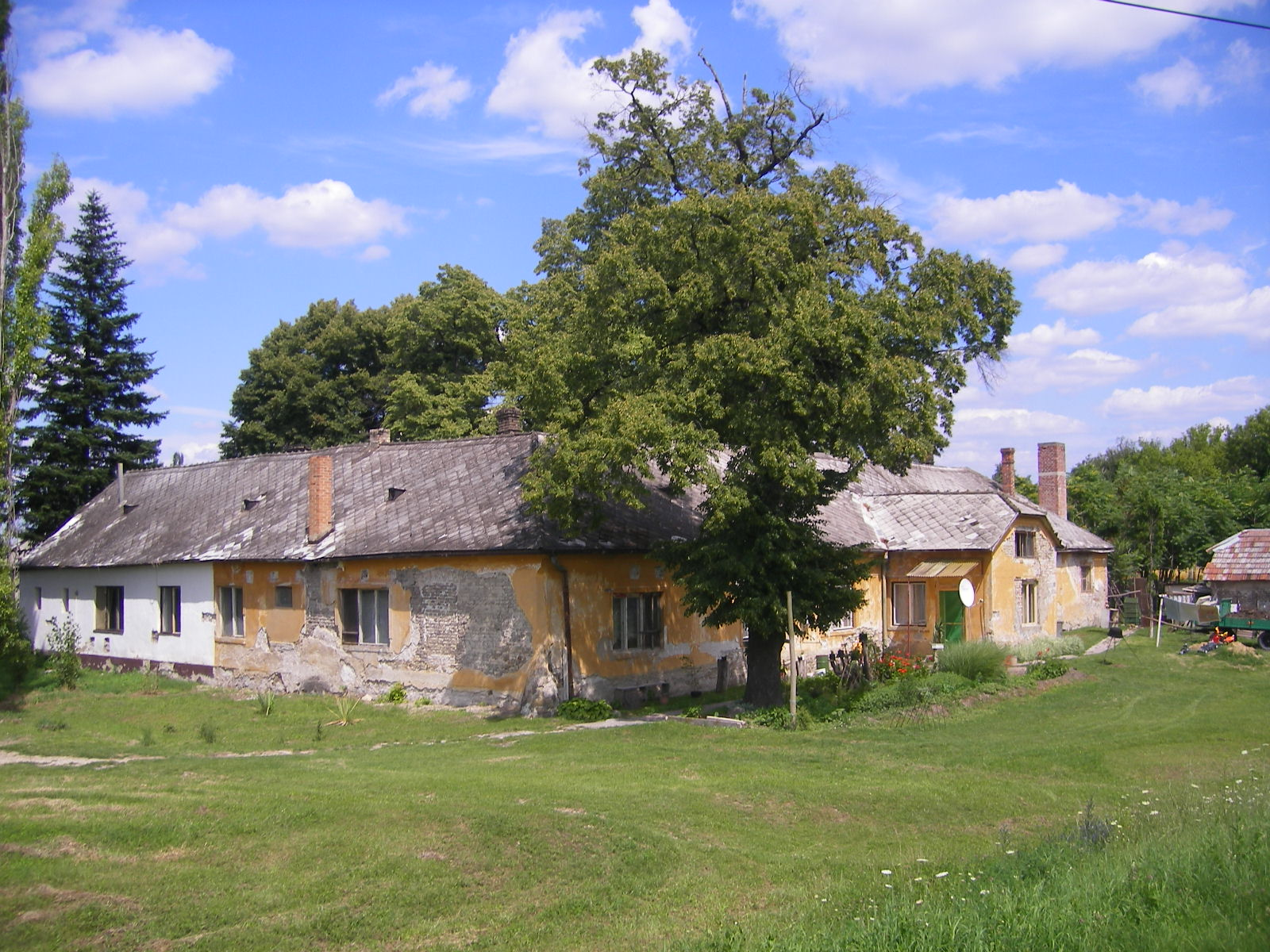
Az egykori Kosztics/Hrossó-kúria
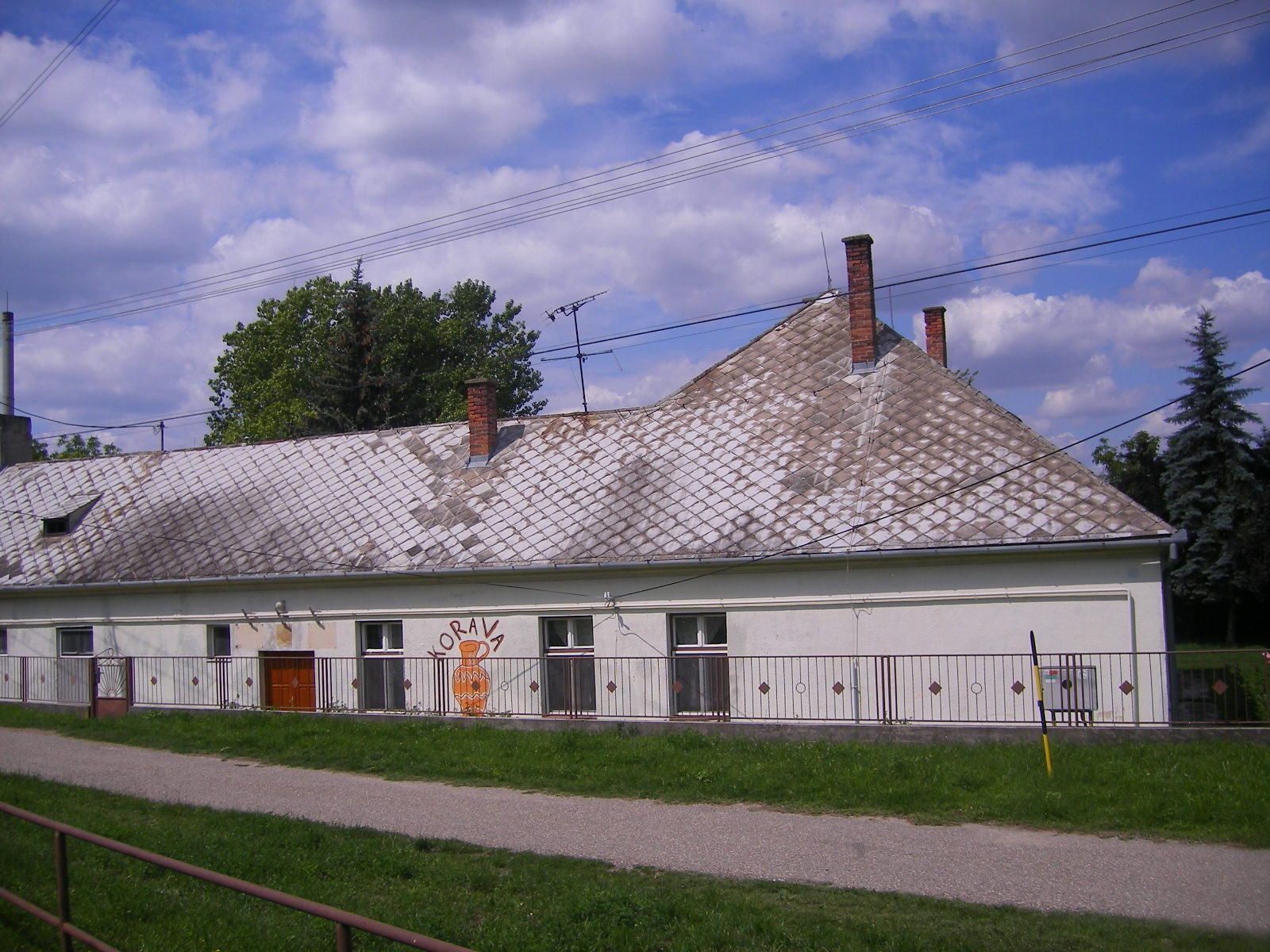